# Mattias Markusson
Mattias Markus Markusson (Västerled, 10 aprile 1996) è un cestista svedese.

## Carriera
Cresciuto nell'Alvik Stoccolma, nel 2014 passa all'Jämtland. Nel 2016 si trasferisce in NCAA, legandosi ai Loyola Marymount Lions, con cui resta per cinque stagioni. Nel 2021 firma il primo contratto professionistico con l'Opava, con cui vince la Coppa nazionale. Il 22 luglio 2022 firma un biennale con l'Élan Chalon.

## Palmarès
- Coppa della Repubblica Ceca: 1

Opava: 2022